# 古庫馬茲

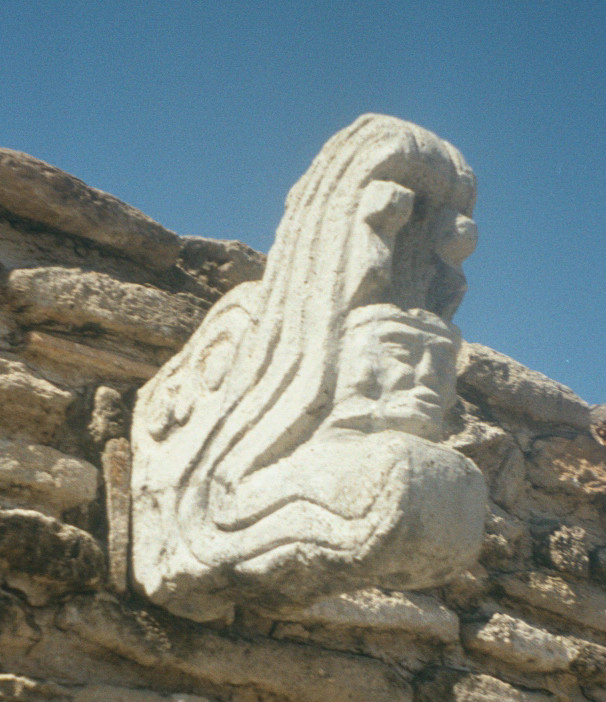
古庫馬茲

古庫馬茲（Gukumatz）是後古典基切馬雅人的羽蛇神，人類的創造者之一、風雨之神，祂是有羽毛的蛇。被認為相當於阿茲特克的魁札科亞托和猶加敦馬雅人的庫庫爾坎。

## 脚注
1. ↑  菲利浦．威金森，神話與傳說：圖解古文明的祕密，台北：時報出版，2010。
2. ↑  Christenson 2003, 2007, p.53.
3. ↑  Recinos 1954, pp.45–36.